# 貞享曆

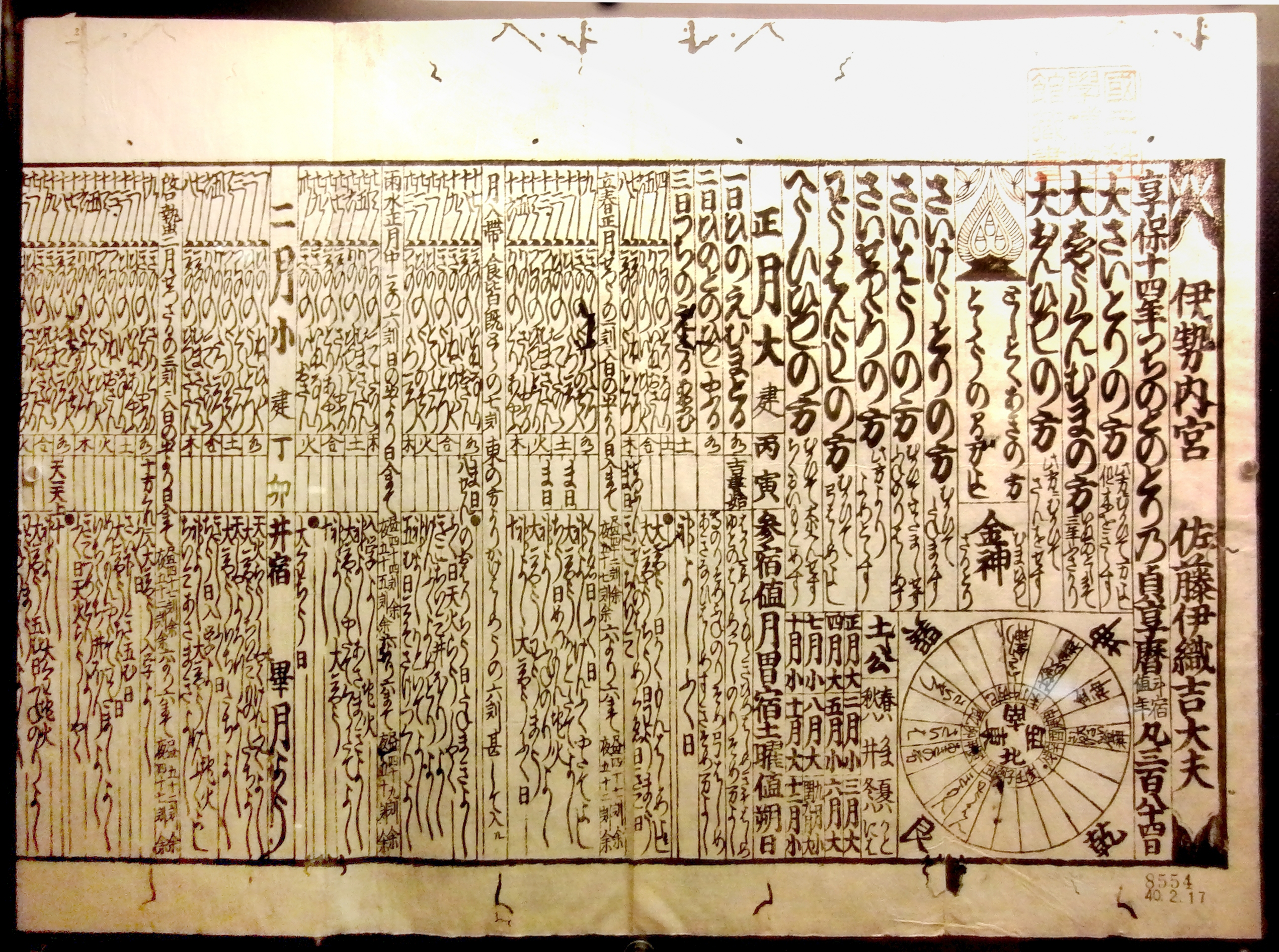
貞享曆1729年（享保十四年）版。展示於日本東京國立科学博物館。

貞享曆（日语：貞享暦（じょうきょうれき）），原名大和曆（日语：大和暦（やまとれき）），是日本所使用过的阴阳曆之一，是日本的第一部獨自編製的曆法。

## 使用期间
- 貞享二年一月一日（1685年2月4日）開始（之前的曆法為宣明曆），到寶曆四年十二月三十日（1755年[1]2月10日）為止，共使用了70年。
- 寶曆五年一月一日（1755年2月11日）改曆為宝曆曆。

## 概要
貞享曆由日本天文學家澀川春海編制，是日本的第一部自製曆法，使用於1684年至1753年。測定一年為365.2417日。
澀川春海基於元朝的授時曆，考慮了日本與中國的里差（經度差）以及自授時曆製定以來迴歸年長度的變動，通過中國天文書籍《天經或問》獲取必要的西方天文知識，最終完成了日本獨自的曆法，並命名為大和曆。
之前宣明曆在日本已使用800多年，累計偏差已達兩天左右。而且日本各地都有使用各自基於宣明曆的曆法（民間曆），之間互有偏差，統一曆法勢在必行。當時江戶幕府準備使用明朝基於授時曆的大統曆，並於貞享元年三月三日（1684年4月17日）下詔改曆為大統曆。但後來在澀川春海的請求下決定改用大和曆，並根據當時的年號命名為貞享曆。
同年，江戶幕府設置天体運行和曆法研究機構天文方，澀川春海也因其改曆功績，於十二月一日（1685年1月5日）到天文方就任「天文職」，俸祿250石，世襲天文方官職。